# جافين ماكلين
جافين ماكلين (مواليد 13 أبريل 1965) هو مبارز بالسيف نيوزيلندي، مثّل بلاده في الألعاب الأولمبية الصيفية 1992.

## روابط خارجية
جافين ماكلين على موقع أوليمبيديا (الإنجليزية)